# Cher (rivier)
De Cher is een rivier in Frankrijk. Hij ontspringt in het Centraal Massief, stroomt samen met de Loire door Tours en mondt 16 km onder Tours, bij Villandry, uit in de Loire. 
De rivier doorkruist vijf departementen in drie regio's:
- Creuse in Nouvelle-Aquitaine
- Allier in Auvergne-Rhône-Alpes
- Cher, Loir-et-Cher en Indre-et-Loire in Centre-Val de Loire

De voornaamste zijrivieren zijn de Tardes, de Aumance, de Yèvre en de Sauldre.
30 km boven Tours ligt het kasteel van Chenonceau, dat deels is gebouwd op een brug over de Cher. 

## Demarcatielijn
Van 1940 tot 1942 maakte de Cher over een lengte van 120 kilometer deel uit van de demarcatielijn, die de grens markeerde tussen het door Duitsland bezette deel van Frankrijk en het onbezette Vichy-Frankrijk. 